# 몰락 작전
몰락 작전(Operation Downfall)은 제2차 세계 대전 말기 연합군이 일본 본토를 침공하기 위해 제안했던 계획이다. 이 작전은 히로시마와 나가사키에 대한 원자폭탄 투하와 소련의 대일 선전포고, 만주 침공 이후 일본이 항복하면서 취소되었다. 작전은 올림픽 작전과 코로넷 작전 두 부분으로 구성되었다. 1945년 11월에 시작될 예정이었던 올림픽 작전은 일본의 최남단 주요 섬인 규슈의 남부 3분의 1 점령을 목표로 했으며, 얼마 전 점령된 오키나와섬을 전진 기지로 활용할 예정이었다. 1946년 초에는 일본 본토인 혼슈의 도쿄 근처 간토평야를 침공할 계획인 코로넷 작전이 뒤따를 예정이었다. 올림픽 작전에서 점령된 규슈의 비행장은 코로넷 작전을 위한 육상 항공 지원용으로 활용할 예정이었다. 만약 몰락 작전이 실행되었다면, 이는 노르망디 상륙 작전을 능가하는 역사상 최대 규모의 상륙 작전이 되었을 것이다.
일본의 지리상 이러한 침공 계획은 일본군에게도 명백했으며, 일본군은 연합군의 침공 계획을 정확하게 예측하여 방어 계획인 결호 작전을 이에 맞춰 조정할 수 있었다. 일본은 규슈 전면 방어를 계획했으며, 이후의 방어 작전을 위한 예비 병력은 거의 남겨두지 않았다. 사상자 예측은 다양했지만, 연합군 측에서는 수십만에서 백만 이상, 일본군 측에서는 수백만에 달하는 매우 높은 수치였다.

## 계획

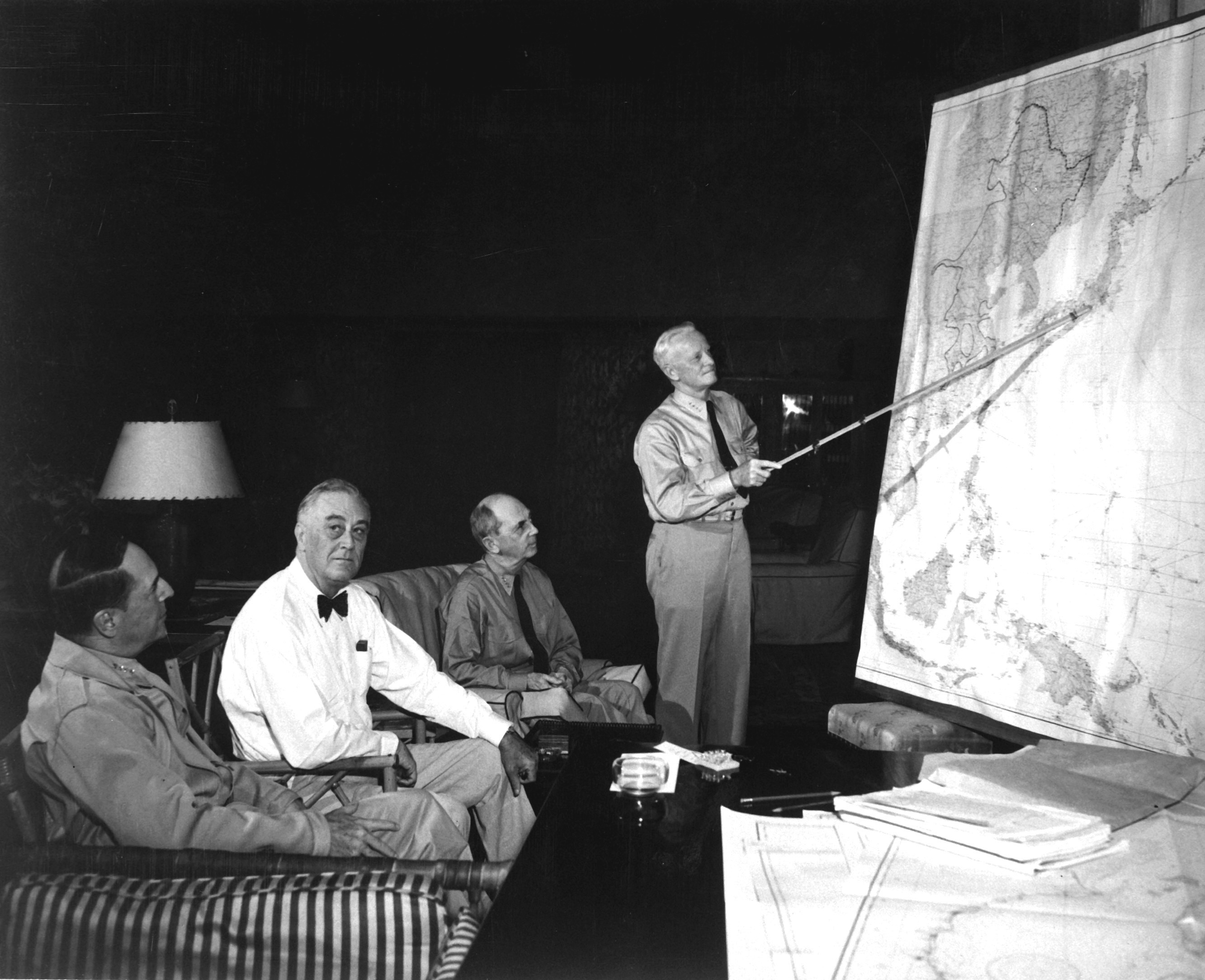
니미츠, 맥아더, 리히가 루스벨트와 회의를 하고 있다.

몰락 작전의 계획은 미국 지휘관인 해군 원수 체스터 니미츠, 육군 원수 더글러스 맥아더, 미국 합동참모본부의 해군 원수 어니스트 킹과 윌리엄 D. 리히, 그리고 육군 원수 조지 마셜과 헨리 아놀드 (미국 육군 항공대 사령관)에게 돌아갔다.
당시 원자폭탄 개발은 매우 엄격하게 보호되는 비밀이었으며, 맨해튼 계획은 외부의 몇몇 최고위 관리(및 엄격한 보안에도 불구하고 프로그램 내부에 침투하거나 요원을 모집하는 데 성공한 소련 스파이 조직)만이 알고 있었다. 일본 침공을 위한 초기 계획은 원자폭탄의 존재를 고려하지 않았다. 원자폭탄을 사용할 수 있게 되자, 마셜 장군은 충분한 양이 제때 생산될 수 있다면 침공을 지원하는 데 사용할 것을 구상했다.
태평양 전쟁은 단일한 연합군 총사령관의 지휘를 받지 않았다. 연합군 지휘는 지역별로 나뉘어 있었는데, 예를 들어 1945년에는 체스터 니미츠가 연합군 태평양 해역 총사령관이었고 더글러스 맥아더는 남서태평양 지역 연합군 최고사령관이었으며, 루이 마운트배튼 제1대 버마 백작은 동남아시아 사령부 최고사령관이었다. 일본 침공에는 통합된 지휘가 필요하다고 여겨졌다. 누가 지휘를 맡을지에 대한 군종 간의 경쟁 (미국 해군은 니미츠를, 미국 육군은 맥아더를 원했다)이 너무 심각하여 계획 자체를 좌초시킬 위협이 있었다. 결국, 해군이 부분적으로 양보하여 상황이 필요하게 되면 맥아더에게 모든 병력의 총 지휘권이 부여될 예정이었다.

### 고려 사항
계획자들이 다루어야 할 주요 고려 사항은 시간과 사상자였다. 즉, 최소한의 연합군 사상자로 일본의 항복을 가능한 한 빠르게 하는 방법을 찾아야 했다. 제1차 퀘벡 회담 이전에 캐나다-영국-미국 합동 계획팀은 1947~48년까지 일본 본토 침공을 요청하지 않는 계획("일본 격퇴를 위한 평가 및 계획")을 작성했다. 미국 합동참모본부는 전쟁을 그 정도로 연장하는 것이 국가 사기에 위험하다고 생각했다. 대신, 퀘벡 회담에서 연합 합동참모본부는 독일의 항복 후 1년 이내에 일본이 항복하도록 강요해야 한다고 합의했다.
미국 해군은 봉쇄와 항공력을 사용하여 일본의 항복을 유도할 것을 촉구했다. 연합군은 근처의 중국 상하이와 한반도의 공군 기지를 점령하는 작전을 제안했는데, 이는 미국 육군 항공대에게 일본을 굴복시키기 위해 폭격할 수 있는 전진 공군 기지를 제공할 것이었다. 반면 육군은 그러한 전략이 "전쟁을 무기한으로 연장"하고 불필요하게 인명 손실을 초래할 수 있으므로 침공이 불필요하다고 주장했다. 그들은 해군이 제안한 부수적인 작전 없이 일본 본토에 대한 대규모 직접 공격을 지지했다. 궁극적으로 육군의 견해가 우세했다.
물리적으로 일본은 다른 육지로부터 멀리 떨어져 있고 해상 침공에 적합한 해변이 거의 없어 위협적인 목표물이었다. 규슈(일본의 최남단 섬)와 간토 평야의 해변 (도쿄의 남서쪽 및 남동쪽 모두)만이 현실적인 상륙 가능 지역이었다. 연합군은 2단계 침공을 시작하기로 결정했다. 올림픽 작전은 규슈 남부를 공격할 것이었다. 공군 기지가 건설될 것이며, 이는 도쿄만 공격인 코로넷 작전을 지원할 것이었다.

### 가정
일본의 지리는 알려져 있었지만, 미군 계획자는 상륙시 직면하게 될 방어 병력을 예측해야 했다. 1945년 초에 입수 가능한 정보에 따른 가정은 다음과 같았다.
- "이 지역에서의 작전은 일본 제국이 가용한 조직화된 군사력뿐만 아니라 광적으로 적대적인 시민에게도 반항에 부딪힐 것이다."
- "올림픽 작전 개시 시점에 규슈 남부에 약 3개 사단의 적군이 배치되고, 규슈 북부에는 추가로 3개 사단이 배치될 것이다."
- "규슈 작전에 투입될 총 적군 병력은 8개에서 10개 사단을 초과하지 않을 것이며, 이 수준으로는 신속하게 목표가 달성될 것이다."
- "[코로넷] 작전 개시 시점에 혼슈에는 병력 보충 사단을 포함하여 약 21개 사단의 적군이 있을 것이며, 이 중 14개 사단은 간토 평야 지역에 배치될 수 있다."
- "적군은 우리의 무력화 공격으로부터 보호하기 위해 육상 항공력을 아시아 본토로 철수시킬 수 있다. 그러한 상황에서 그들은 엄격한 경제를 통해 그 지역에 2,000에서 2,500대의 항공기를 집결시킬 수 있으며, 이 병력은 본토 비행장을 통과하여 규슈 상륙에 대항할 수 있다."

### 올림픽 작전

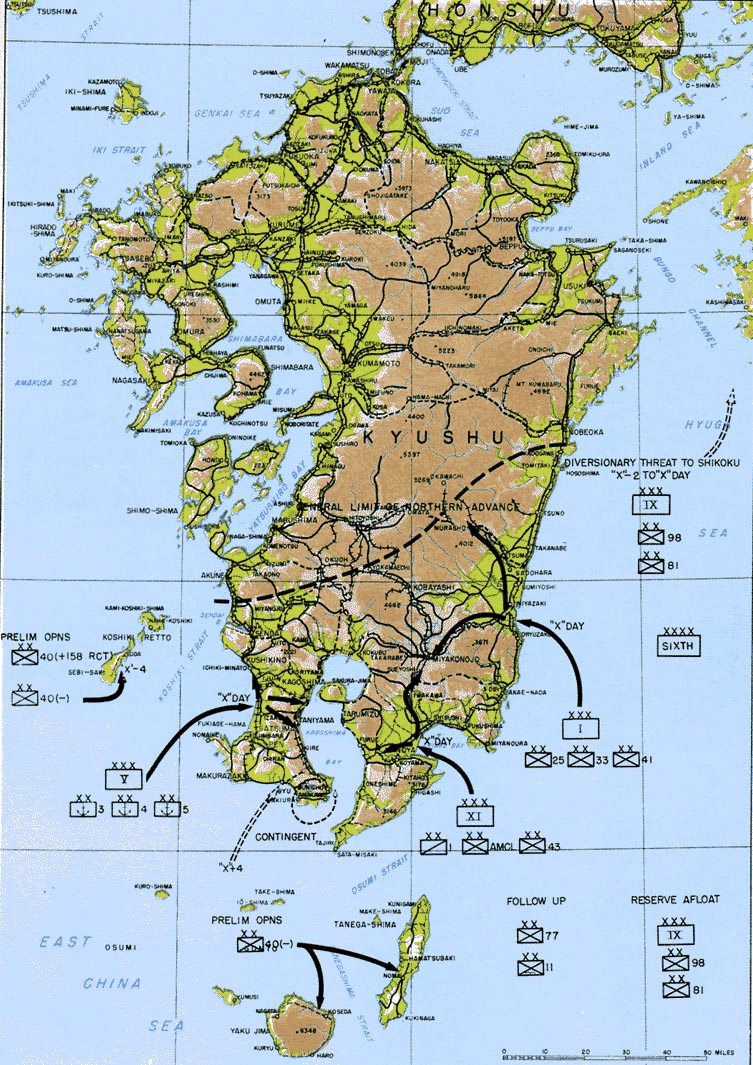
올림픽 작전은 일본 남부를 공격할 계획이었다.

올림픽 작전은 규슈 침공으로, 1945년 11월 1일로 예정된 "X-데이"에 시작될 예정이었다. 연합군 해군 연합 함대는 42척의 항공모함, 24척의 전함, 400척의 구축함과 호위 구축함을 포함하여 역사상 가장 큰 규모로 집결할 예정이었다. 14개 미군 사단과 "사단급" 부대 (2개 연대전투단)가 초기 상륙에 참여할 예정이었다. 오키나와섬을 전진 기지로 사용하여, 목표는 규슈의 남부 지역을 점령하는 것이다. 이 지역은 이후 코로넷 작전에서 혼슈를 공격하기 위한 추가 전진 기지로 사용하기로 했다.
올림픽 작전에는 기만 계획도 포함될 예정이었으며, 이는 파스텔 작전으로 알려져 있었다. 파스텔 작전은 합동참모본부가 직접 침공이라는 개념을 거부하고 대신 일본을 포위하고 폭격할 것이라고 일본을 설득하기 위해 고안되었다. 이를 위해서는 타이완, 중국 해안, 그리고 황해 지역의 기지를 점령해야 한다.
전술 항공 지원은 제5, 제7, 그리고 제13공군이 맡기로 했다. 이들은 규슈와 혼슈 남부의 일본 비행장 및 주요 교통로(예: 간몬 철도 터널)를 공격하고, 상륙 해변에 대한 제공권을 확보하고 유지하는 역할을 맡았다. 전략 폭격 임무는 미국 태평양 전략 공군 (USASTAF)에 할당되었는데, 이 부대는 제8 및 제20 공군뿐만 아니라 영국 타이거 포스도 포함했다. USASTAF와 타이거 포스는 코로넷 작전 내내 활동을 유지할 예정이었다. 제20공군은 마리아나 제도의 비행장에서 작전하며 일본 본토에 대한 연합군의 주요 전략 폭격 부대로서 역할을 계속할 예정이었다. 1945년 5월 유럽 전쟁이 끝난 후, 베테랑 제8공군의 일부 중폭격기 그룹을 오키나와의 공군 기지로 이전하여 제20공군과 협력하여 전략 폭격 임무를 수행할 계획도 세워졌다. 제8공군은 B-17과 B-24를 B-29로 업그레이드할 예정이었다 (이 그룹은 1945년 8월 8일에 첫 B-29를 받았다). 총체적으로 헨리 아놀드 장군은 1945년에 태평양 전역에서 미국 육군 항공대 항공기만으로 투하된 폭탄 톤수가 1,050,000톤을 초과하고, 1946년에는 핵무기 폭발량을 제외하고 3,150,000톤에 달할 것으로 추정했다.
주 침공에 앞서, 다네가섬, 야쿠섬, 고시키지마 열도를 X-5일부터 점령할 예정이었다. 오키나와 침공은 상륙 해변에서 필요하지 않은 선박과 공습으로 손상된 선박을 위해 가까운 곳에 안전한 정박지를 확보한다는 가치를 입증했다.
규슈에서 미국 제6군이 미야자키, 아리아케, 구시키노의 세 지점에서 상륙할 예정이었다. 규슈 지도에 시계를 그린다면, 이 지점들은 대략 4시, 5시, 7시에 해당한다. 35개의 상륙 해변은 모두 자동차 이름을 따서 명명되었다. 오스틴, 뷰익, 캐딜락 등 스투츠, 윈턴, 제퍼까지 이름이 쭉 붙여졌다. 각 상륙에 군단 하나씩이 할당되었으며, 침공 계획자는 미군이 일본군보다 대략 3대 1로 수적으로 우세할 것으로 예상했다. 1945년 초, 미야자키는 거의 방어되지 않았지만, 인근에 좋은 항구가 있는 아리아케는 철저히 방어되었다.
침공은 섬 전체를 정복하기 위한 것이 아니라, 지도에 "북쪽 진격의 일반적인 한계"라고 표시된 점선으로 표시된 남부 3분의 1만을 목표로 했다. 규슈 남부는 코로넷 작전을 위한 전진 기지와 귀중한 공군 기지를 제공한다.
올림픽 작전이라는 이름이 보안되지 않은 암호로 전송되어 유출된 후, 매제스틱 작전이라는 이름이 채택되었다.

### 코로넷 작전

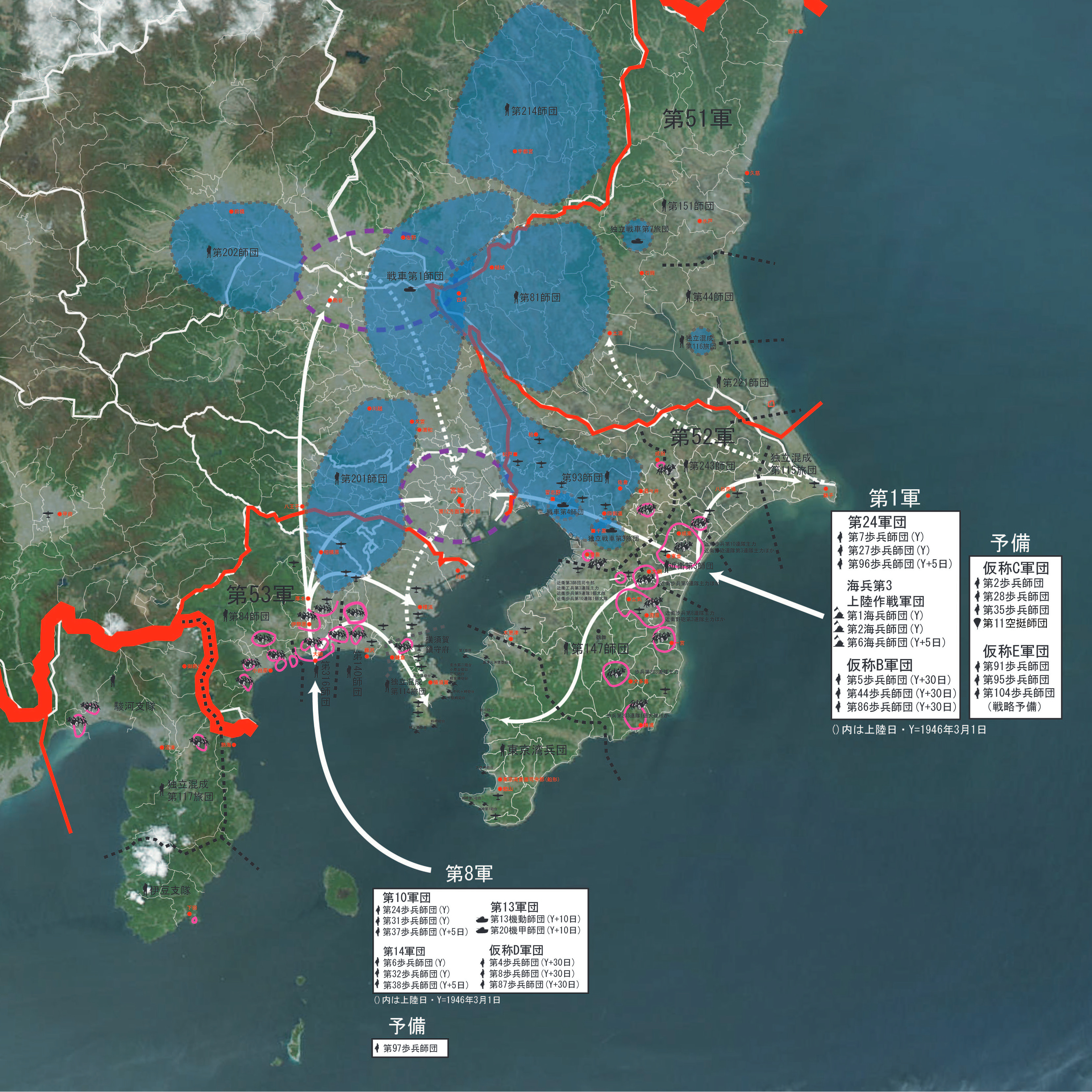
코로넷 작전은 도쿄를 점령할 계획이었다.

수도 남부 간토평야의 혼슈 침공인 코로넷 작전은 "Y-데이"에 시작될 예정이었는데, 이는 잠정적으로 1946년 3월 1일로 예정되어 있었다. 코로넷 작전은 올림픽 작전보다 훨씬 더 큰 규모였을 것이며, 초기 상륙과 후속 병력 모두를 위해 최대 45개 미군 사단이 할당되었다. (이에 비해 노르망디 침공은 초기 상륙에 12개 사단을 투입했다). 초기 단계에서 미국 제1군은 보소반도의 구주쿠리 해변에, 미국 제8군은 사가미만의 히라쓰카에 침공할 예정이었다. 이 두 군은 총 25개 사단으로 구성되었다. 이후 최대 20개 추가 미군 사단과 5개 이상의 영연방 사단으로 구성된 후속 병력이 증원군으로 상륙할 예정이었다. 연합군은 이후 북쪽으로 내륙을 향해 진격하여 도쿄를 포위하고 나가노로 계속 진격하기로 계획했다.

### 재배치
올림픽 작전은 이미 태평양에 존재하는 자원으로 실행될 예정이었는데, 여기에는 최소 18척의 항공모함(연합군 항공력의 25% 제공)과 4척의 전함을 포함하는 영국 태평양 함대, 영연방 부대도 포함되었다.
타이거 포스는 RAF, RAAF, RCAF, RNZAF 부대와 유럽에서 영국 왕립 공군 폭격사령부 소속으로 복무하는 인원들로 구성된 연합 영연방 장거리 중폭격기 부대였다. 1944년에 초기 계획은 공중 급유 전용 부대를 포함하여 500~1,000대의 항공기 규모를 제안했다. 계획은 나중에 22개 비행대대로 축소되었고, 전쟁이 끝날 무렵에는 10개 비행대대, 즉 오키나와 공군 기지에서 운용되는 120~150대의 랭커스터/링컨으로 줄어들었다. 타이거 포스에는 특수 폭격 작전을 수행했던 "댐버스터"로도 알려진 엘리트 617 비행대대가 포함될 예정이었다.
처음에 미군 계획자는 몰락 작전에 미군이 아닌 연합군 지상군을 사용하지 않을 계획이었다. 만약 올림픽 작전 초기 단계에서 증원군이 필요했다면, 미국 육군의 남서태평양, 중국-버마-인도, 유럽 사령부 등에서 코로넷 작전을 위해 집결 중인 미군 부대에서 전환하기로 계획했다. 여기에는 미국 제1군 (15개 사단)과 제8공군과 같은 유럽 전쟁의 선봉 부대가 포함되었을 것이다. 이러한 재배치는 숙련된 베테랑 인원의 동시적인 제대와 교체로 인해 복잡해졌을 것이며, 이는 많은 부대의 전투 효율성을 급격히 감소시킬 것이라 추정된다.
미국 지휘관은 호주 정부의 올림픽 작전 첫 상륙에 오스트레일리아 육군 보병 사단 포함 요청을 초기에는 거부했다. 코로넷 작전의 초기 계획조차 1946년에 간토 평원에 영연방 또는 다른 연합군 육군 부대를 상륙시키는 것을 예상하지 않았다. 최초의 공식 "계획은 공격, 후속, 예비 부대 모두 미군으로 구성될 것임을 나타냈다." 1945년 중반, 코로넷 작전 계획이 재작업될 때쯤에는 다른 많은 연합국이 "지상군을 제공했으며, 이 부대의 규모, 임무, 장비, 지원에 대해" 서방 연합국 정치 및 군사 지도자들 사이에 "논쟁이 벌어졌다." 협상 결과, 코로넷 작전은 오스트레일리아, 뉴질랜드, 영국, 캐나다 육군의 보병 사단으로 구성된 합동 영연방군단을 포함하기로 결정되었다. 이들 국가와 영연방의 다른 지역에서도 증원군을 보낼 수 있었다. 그러나 맥아더는 언어, 조직, 구성, 장비, 훈련 및 교리상의 차이로 인해 인도 육군 사단을 포함하자는 제안을 막았다. 또한 군단을 미군 군단 방식으로 조직하고, 미군 장비와 병참만을 사용하며, 배치 전에 6개월 동안 미국에서 훈련해야 한다고 권고했으며, 이 제안은 받아들여졌다.
영국 정부는 찰스 카이틀리 육군 중장이 영연방 군단을 지휘하고, 윌리엄 테넌트 해군 부총장이 연합 영연방 함대를 지휘하며, 영연방 공군 부대가 RAAF에 의해 지배될 것이므로 항공 지휘관은 호주인이어야 한다고 제안했다. 그러나 호주 정부는 일본군과의 전투 경험이 없는 카이틀리의 임명을 의문시했다. 프레더릭 쉐든은 뉴기니와 보르네오 작전을 수행했던 호주인 레슬리 모스헤드 육군 중장을 임명해야 한다고 제안했다. 전쟁은 군단의 세부 사항이 확정되기 전에 끝났다.

### 예상 초기 투입 병력
| 작전                               | 올림픽 작전 | 코로넷 작전 |
| ---------------------------------- | ----------- | ----------- |
| 인원                               | 705,556     | 1,171,646   |
| 차량                               | 136,812     | 222,514     |
| 선박 병력 수송 요구량 (재화중량톤) | 1,205,730   | 1,741,023   |
| 보병 사단                          | 11          | 20          |
| 해병 사단                          | 3           | 3           |
| 기갑 사단                          | 0           | 2           |
| 항공단                             | 40          | 50          |

코로넷 작전 수치에는 3개 사단의 즉각적인 전략 예비군과 미국 내 17개 사단의 전략 예비군, 그리고 영국/영연방군 병력이 제외되어 있다.

## 결호 작전

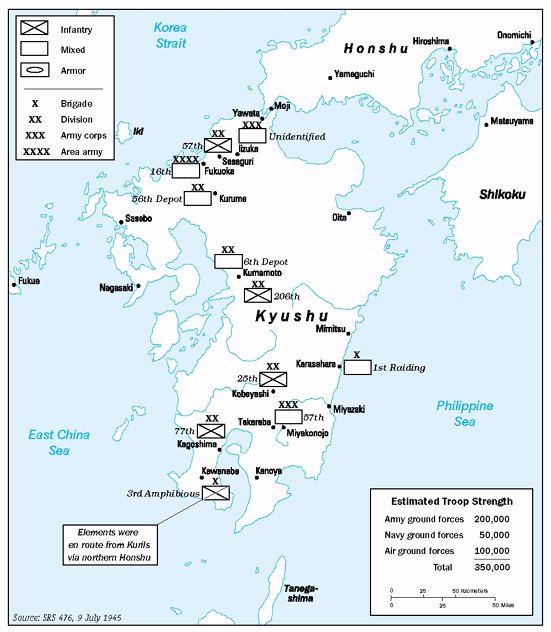
1945년 7월 9일 기준 규슈 일본군 병력에 대한 미군 추정치

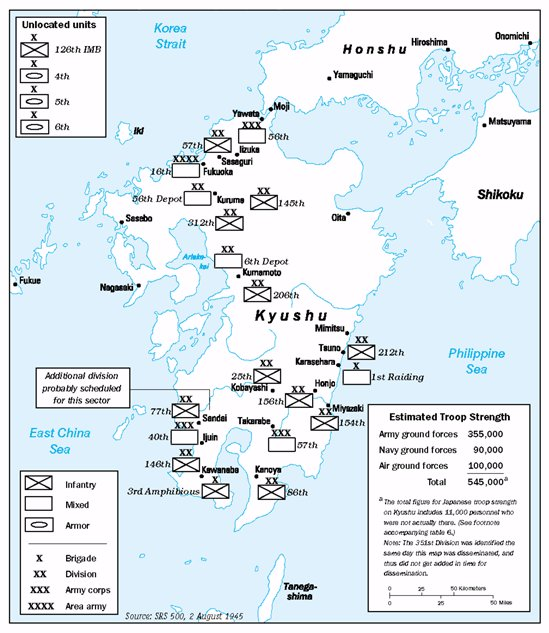
1945년 8월 2일 기준 규슈 일본군 병력에 대한 미군 추정치

한편 일본은 자체적인 방어 계획을 가지고 있었다. 처음에는 1945년 여름에 있을 침공을 우려했다. 그러나 오키나와 전투가 너무 오래 지속되자 연합군이 태풍 시기 이전에 다른 작전을 시작할 수 없을 것이라고 결론내렸다. 태풍 시기에는 날씨가 상륙 작전에 너무 위험할 것이기 때문이었다. 일본 정보부는 침공이 일어날 장소를 상당히 정확하게 예측했다. 꼽은 장소는 바로 미야자키, 아리아케만 및 사쓰마반도의 규슈 남부였다.
일본은 더 이상 전쟁에서 승리할 현실적인 전망이 없었지만, 일본 지도자는 본토를 침공하고 점령하는 데 드는 비용을 연합군이 받아들이기에는 너무 높게 만들어 전면적인 패배 대신 어떤 형태의 휴전을 이끌어낼 수 있다고 믿었다. 일본의 침공 방어 계획은 결호 작전이라고 불렸다. 일본은 침공에 저항하기 위해 일본의 모든 인구를 투입할 계획이었고, 1945년 6월부터 "일억 옥쇄"를 요구하는 선전 캠페인이 시작되었다. "일억 옥쇄" 캠페인의 주요 메시지는 "일본의 성스러운 천황을 위해 죽는 것이 영광이며, 연합군이 도착하면 모든 일본 남자, 여자, 어린이가 천황을 위해 죽어야 한다"는 것이었다.
일본 인구 전체가 죽임을 당할 것이라는 것은 현실적이지 않았지만, 당시 미국과 일본 장교는 모두 수백만 명의 일본인 사망자를 예측했다. 사이판 전투 이후 일본의 선전은 애국적인 죽음의 영광을 강화하고 미국인을 무자비한 "백인 악마"로 묘사했다. 오키나와 전투 중, 일본 장교들은 싸울 수 없는 민간인에게 미국군의 손에 넘어가지 말고 자살하라고 명령했으며, 모든 가용한 증거는 본토에서도 같은 명령이 내려졌을 것임을 시사한다. 일본은 침공 시 천황과 대본영을 보호하기 위해 나가노현 마쓰시로에 지하 본부를 비밀리에 건설하고 있었다. 결호 작전 계획에서 대본영은 침공군의 전력을 과대평가했다. 연합군의 침공 계획은 70개 사단 미만을 요구했지만, 일본은 최대 90개 사단을 예상했다.

### 가미카제
우가키 마토메 제독은 1945년 2월 일본으로 소환되어 규슈의 제5항공함대 지휘를 맡았다. 제5항공함대는 오키나와 침공인 텐고 작전에 참여하는 선박에 대한 가미카제 공격 임무를 부여받았으며, 최초 침공 목표인 규슈 방어를 위한 조종사 훈련과 항공기 조립을 시작했다.
일본의 방어는 가미카제 항공기에 크게 의존했다. 전투기와 폭격기 외에도 거의 모든 훈련기를 이 임무에 재배치했다. 7월에는 10,000대 이상의 항공기가 (10월에는 더 많은 수가), 그리고 수백 척의 새로 건조된 소형 자살정이 연합군 해상 함선을 공격할 준비가 되어 있었다.
오키나와 전투 중 최대 2,000대의 가미카제기가 공격을 감행하여 약 9회 공격당 1회 명중률을 기록했다. 규슈에서는 더 유리한 상황 (예: 연합군의 레이더 우위를 줄일 지형, 당시 연합군 레이더 시스템이 탐지하고 추적하기 어려웠을 목재 및 직물 기체 훈련기를 가미카제 역할로 강제 동원) 덕분에 몇 시간 내에 대규모 가미카제 공격으로 미군 방어선을 압도하여 6회 공격당 1회로 명중률을 높이기를 희망했다. 일본은 항공기가 400척 이상의 선박을 침몰시킬 것으로 추정했다. 조종사들에게 항공모함이나 구축함이 아닌 수송선을 표적으로 삼도록 훈련시켰기 때문에 사상자는 오키나와보다 불균형적으로 더 많았을 것이다. 한 참모 연구는 가미카제가 상륙 전에 침공군의 3분의 1에서 절반을 파괴할 수 있다고 추정했다.
미국 해군 총사령관 킹 제독은 가미카제 공격으로 인한 손실에 너무 우려하여, 그와 다른 고위 해군 장교는 몰락 작전 취소를 주장하고 대신 일본 도시에 대한 소이탄 폭격과 식량 및 보급품 봉쇄를 일본이 항복할 때까지 계속할 것을 주장했다. 그러나 마셜 장군은 그러한 방식으로 항복을 강요하는 데 몇 년이 걸릴 수도 있고, 아예 불가능할 수도 있다고 주장했다. 따라서 마셜과 프랭크 녹스 미국 해군장관은 사상자 수에 관계없이 전쟁을 끝내려면 미국이 일본을 침공해야 한다고 결론 내렸다.

### 해군 전력
전쟁의 이 단계에서 막대한 피해를 입었음에도 불구하고, 당시 해군 총사령부 소속이었던 일본 제국 해군은 연합군에게 가능한 한 많은 피해를 입히기로 결심했다. 남아있는 주요 전함은 4척의 전함(모두 손상), 5척의 손상된 항공모함, 2척의 순양함, 23척의 구축함, 46척의 잠수함이었다. 그러나 일본 제국 해군은 주요 함정의 추가 출격을 위한 연료가 부족했고, 대신 항구에 정박한 채 대공 화력으로 해군 시설을 방어할 계획이었다. 대규모 함대 작전을 수행할 수 없었음에도 불구하고, 일본 제국 해군은 여전히 수천 대의 군용기와 본토에 거의 200만 명의 인력을 보유하고 있었으며, 이는 다가올 방어 작전에서 큰 역할을 할 수 있도록 보장했다.
또한 일본은 약 100척의 고류급 잠수정, 300척의 소형 카이류급 잠수정, 120척의 가이텐 유인 어뢰를 보유하고 있었다. 그리고 2,412척의 신요 자살정을 보유하고 있었다. 대형 함선과는 달리, 이들은 구축함과 함대 잠수함과 함께 해안 방어에 광범위하게 사용되어 약 60척의 연합군 수송선을 파괴하는 것을 목표로 했다.
해군은 잠수부 부대를 자살 폭탄병으로 훈련시켰는데, 이들을 후쿠류라고 불렀다. 이들은 접촉 신관 기뢰로 무장하고 상륙정 아래로 잠수하여 폭파할 예정이었다. 자살 잠수부들이 사용할 수 있도록 각 잠재적 침공 해변 앞바다에 기뢰 재고가 바닥에 고정되어 있었으며, 최대 10,000개의 기뢰가 계획되었다. 일본 항복 이전에 약 1,200명의 자살 잠수부들이 훈련을 받았다.

### 지상군
상륙 침공에 대한 두 가지 방어 옵션은 해변의 강력한 방어와 종심방어이다. 전쟁 초반(예: 타라와), 일본군은 해변에 강력한 방어선을 구축하고 예비 병력을 거의 또는 전혀 두지 않았지만, 이 전술은 상륙 전 해안 포격에 취약하다는 것이 입증되었다. 나중에 펠렐리우, 이오지마, 오키나와에서는 전략을 변경하여 가장 방어하기 쉬운 지형에 병력을 매복시켰다.
규슈 방어를 위해 일본은 중간적인 태세를 취했는데, 대부분의 방어 병력을 내륙으로 몇 킬로미터 떨어진 곳에 배치하여 해군 포격에 완전히 노출되는 것을 피하면서도 미국군이 교전하기 전에 안전한 발판을 확보할 수 없을 정도로 충분히 가까웠다. 반격 병력은 훨씬 더 뒤쪽에 배치되어 가장 큰 상륙에 대항할 준비를 했다.
1945년 3월, 규슈에는 전투 사단이 단 한 개뿐이었다. 만주의 관동군에서 4개 베테랑 사단이 1945년 3월 일본 내 병력을 강화하기 위해 철수했고, 45개의 새로운 사단이 1945년 2월에서 5월 사이에 창설되었다. 대부분은 해안 방어를 위한 비기동성 부대였지만, 16개는 고품질의 기동 사단이었다. 8월까지 3개 전차 여단을 포함한 부대들은 총 900,000명의 병력을 보유했다. 일본군은 새로운 병사들을 모집할 수 있었지만, 이들에게 장비를 지급하는 것은 더 어려웠다. 8월까지 일본군은 본토에 65개 사단에 해당하는 병력을 보유했지만, 40개 사단에 필요한 장비와 30개 사단에 필요한 탄약만 있었다.
일본은 규슈 전투의 결과에 모든 것을 걸기로 공식적으로 결정하지는 않았지만, 예비 병력이 거의 남지 않을 정도로 자산을 집중시켰다. 한 추정치에 따르면, 규슈의 병력은 본토 전체 탄약의 40%를 보유하고 있었다.
또한 일본은 15세에서 60세까지의 모든 건강한 남성과 17세에서 40세까지의 여성을 포함하여 총 2,800만 명을 전투 지원 및 나중에는 전투 임무를 위해 국민의용대로 조직했다. 무기, 훈련, 군복은 일반적으로 부족했다. 많은 사람들이 구식 총기, 화염병, 활, 검, 칼, 대나무 또는 나무 창, 심지어 몽둥이와 곤봉보다 나은 것이 없었고, 그들이 가진 것으로 버텨야 했다. 동원된 한 여고생인 카사이 유키코는 자신에게 송곳이 주어지고 "미군 병사 한 명이라도 죽이면 된다. ... 배를 노려야 한다"는 말을 들었다. 그들은 연합군 침공 시 "제2 방어선" 역할을 하고, 도시 지역과 산지에서 유격전을 수행할 것으로 예상되었다.
일본 사령부는 다음과 같은 계획에 따라 육군 인원을 조직할 예정이었다.
| 지역           | 동원 인원수 |
| -------------- | ----------- |
| 규슈           | 900,000     |
| 간토 (도쿄)    | 950,000     |
| 한국           | 247,000     |
| 합계           | 3,150,000   |
| 결전 대비 병력 |             |
| 규슈           | 990,000     |
| 간토           | 1,280,000   |

## 연합군의 올림픽 작전 재평가

### 공중 위협
미국 군사 정보부는 처음에 일본 항공기 수를 약 2,500대로 추정했다. 오키나와에서의 경험은 미국에게는 좋지 않았다. 출격당 거의 두 명의 사망자와 비슷한 수의 부상자가 발생했으며, 규슈는 더 나쁠 가능성이 있었다. 오키나와 앞바다의 함선을 공격하기 위해 일본 항공기는 넓은 바다 위를 장거리 비행해야 했다. 규슈 앞바다의 함선을 공격하기 위해 그들은 육상으로 비행한 다음 상륙 함대까지 짧은 거리를 비행할 수 있었다. 점차 정보부는 일본이 모든 항공기를 가미카제 임무에 투입하고 있으며 전투까지 보존하기 위한 효과적인 조치를 취하고 있다는 것을 알게 되었다. 5월의 육군 추정치는 3,391대였고, 6월에는 4,862대, 8월에는 5,911대였다. 7월의 해군 추정치는 훈련기와 전투기 구분을 포기하고 8,750대였고, 8월에는 10,290대였다. 전쟁이 끝날 무렵 일본은 실제로 본토에 약 12,700대의 항공기를 보유하고 있었는데, 이 중 절반 정도가 가미카제였다. 규슈에 대한 결호 작전 계획은 다음 순서에 따라 거의 9,000대의 항공기를 투입할 것을 구상했다.
- 연합군 함대 접근을 감지하기 위한 140대의 정찰기.
- 침공 수송선단을 지원하는 것을 막기 위해 연합군 항공모함 특수부대를 공격할 고도로 훈련된 조종사들이 조종하는 330대의 해군 폭격기.
- 수송선단 호위함에 대한 야간 공격을 위한 고도로 훈련된 조종사들이 조종하는 50대의 "육상 공격기", 50대의 수상 폭격기, 50대의 어뢰 폭격기.
- 규슈 앞바다에 도착하기 전 상륙 수송선단을 공격할 825대의 해군 가미카제.
- 상륙 함대가 도착하여 정박할 때 공격할 2,500대의 육군 항공기 (재래식 및 자살용)와 2,900대의 해군 훈련기 (총 5,400대).
- 가미카제를 호위하고 상륙함을 기총소사할 2,000대의 육군 및 해군 "공중 우세" 전투기.
- 이전 소규모 작전의 성공에 따라 오키나와에 있는 미군 공군 기지에 대한 공습을 위해 1,200명의 특공대를 수송하는 100대의 수송기.

일본은 연합군 함대가 규슈 앞바다에 도착한 후 10일 이내에 대부분의 공군력을 투입할 계획이었다. 그들은 미군 수송선의 최소 15~20%(심지어 절반까지)가 상륙 전에 파괴되기를 바랐다. 미국 전략 폭격 조사단은 이후 일본이 5,000회의 가미카제 출격을 감행했다면 약 90척의 함선을 침몰시키고 900척을 더 손상시켰을 것이며, 이는 오키나와에서의 해군 손실의 약 3배에 달할 것이라고 추정했다.
연합군의 가미카제 대책은 빅 블루 블랭킷으로 알려졌다. 여기에는 뇌격기와 급강하폭격기 대신 항공모함에 더 많은 전투기 편대를 추가하고, B-17을 오늘날의 AWACS와 유사한 방식으로 공중 레이다 피켓으로 개조하는 것이 포함되었다. 니미츠는 침공 며칠 전 실제 침공 해변으로 함대를 보내 일본군을 유인하여 일회성 비행을 하게 하고, 그들이 귀중하고 취약한 수송선 대신 대공포로 무장한 함선을 발견하게 하는 사전 침공 기만책을 계획했다.
일본 공습에 대한 주요 방어는 난세이 제도에 집결된 대규모 전투기 부대로부터 나왔을 것이다. 미 육군 제5공군과 제7공군, 미 해병대 항공 부대는 침공 직후 섬들로 이동했으며, 일본에 대한 전면 공격 준비를 위해 항공 전력이 증강되고 있었다. 침공 준비로 일본 항복 이전에 일본 비행장과 교통 동맥에 대한 공습 작전이 시작되었다.

### 지상 위협
4월, 5월, 6월 내내 연합군 정보부는 규슈에 추가된 5개 사단을 포함하여 일본 지상군 증강을 큰 관심을 가지고 지켜봤지만, 여전히 11월 규슈 총 병력이 약 35만 명에 이를 것으로 예측하며 다소 안일한 태도를 보였다. 그러나 7월에 새로운 4개 사단이 발견되고 더 많은 사단이 올 것이라는 징후가 나타나면서 상황이 달라졌다. 8월에는 병력 수가 60만 명으로 늘어났고, 매직 암호 분석을 통해 규슈 남부에 9개 사단이 식별되었다. 이는 예상 병력의 3배에 달하는 수치였으며, 실제 일본군 전력을 여전히 심각하게 과소평가한 것이었다.
7월 초 예상 병력은 35만 명이었고, 8월 초에는 54만 5천 명으로 증가했다.
7월 중순에 드러난 규슈 일본군 준비에 대한 정보는 태평양과 워싱턴 모두에 강력한 충격을 주었다. 7월 29일, 맥아더의 정보 참모인 찰스 A. 윌로비 육군 소장은 4월 추정치에 일본군이 규슈에 6개 사단을 배치하고, 최대 10개 사단까지 배치할 수 있는 능력이 있다고 명시했음을 처음으로 언급했다. 그는 "이 [6개] 사단은 예측대로 나타났으며, 아직 끝이 보이지 않는다"고 말했다. 만약 막지 못한다면, 이는 "우리가 1대 1 비율로 공격하는 지점까지" 병력이 늘어날 위험이 있으며, 이는 승리를 위한 방법이 아니다."

항복 당시 일본은 규슈에서만 735,000명 이상의 군인이 배치되어 있거나 다양한 배치 단계에 있었다. 일본 본토의 총 군사력은 4,335,500명에 달했으며, 이 중 2,372,700명은 육군이었고 1,962,800명은 해군이었다. 규슈의 일본군 병력 증강으로 미군 전쟁 계획자, 특히 조지 마셜 장군은 올림픽 작전에 대한 급진적인 변경이나 다른 침공 계획으로의 대체 방안을 고려하게 되었다.

### 화학 무기
"일본 전역에서 오키나와 전투가 벌어질 것"이라는 우려는 연합군이 화학전을 포함한 비재래식 무기를 고려하게 만들었다. 일본 인구와 식량 작물에 대한 대규모 화학전이 고려되었다. 대량의 가스 탄약이 제조되고 계획이 수립되었지만, 실제로 사용될 가능성은 낮았다. 리처드 B. 프랭크는 1945년 6월 이 제안이 트루먼에게 전달되었을 때, 그는 인력에 대한 화학 무기 사용을 거부했지만, 작물에 대한 사용은 여전히 고려 중이었다고 말한다. 에드워드 J. 드리아에 따르면, 대규모 화학 무기의 전략적 사용은 고위 미국 지도자들에 의해 진지하게 연구되거나 제안되지 않았다. 오히려 그들은 일본군의 저항 거점에 대한 화학 무기의 전술적 사용을 논의했다.
화학전은 제네바 의정서에서 불법화되었지만, 당시 미국과 일본은 서명국이 아니었다. 미국은 가스전을 결코 시작하지 않겠다고 약속했지만, 일본은 전쟁 초기에 중국을 상대로 가스를 사용했다.
일본의 보복에 대한 두려움은 전쟁 말기에 일본이 공중이나 장거리 포로 가스를 투척할 능력이 거의 사라졌기 때문에 줄어들었다. 1944년 울트라는 일본이 미국의 가스 사용에 보복할 능력이 없다고 의심한다는 것을 밝혀냈다. "적에게 가스를 사용할 구실을 주지 않기 위해 모든 예방 조치를 취해야 한다"고 지휘관들에게 경고했다. 일본 지도자들은 미국군의 본토 내 고립된 전술적 가스 사용을 무시할 계획이었는데, 이는 확전을 두려워했기 때문이었다.— Skates

사람들에게 사용하는 것 외에도, 미군은 일본인들을 굶겨 항복시키기 위해 작물을 파괴하는 화학 공격을 고려했다. 육군은 1944년 4월에 작물을 파괴할 화합물 실험을 시작했으며, 1년 안에 1,000가지 이상의 물질 중에서 페녹시아세트산을 함유한 9가지 유망한 물질로 범위를 좁혔다. LN-8로 지정된 한 화합물은 시험에서 가장 좋은 성능을 보였고 대량 생산에 들어갔다. 제초제를 투하하거나 살포하는 것이 가장 효과적이라고 여겨졌다. 1945년 7월, 원래 탄저나 리친과 같은 생물학적 무기를 담도록 제작된 SPD 마크 2 폭탄으로 시험한 결과, 포탄이 공중에서 터져 화학 물질을 흩뿌렸다. 전쟁이 끝날 무렵, 육군은 여전히 넓은 지역을 덮기 위한 최적의 살포 높이를 결정하려고 노력하고 있었다. LN-8과 다른 시험된 화합물의 성분은 나중에 베트남 전쟁에서 사용된 에이전트 오렌지를 만드는 데 사용되었다.

### 핵무기
마셜의 명령에 따라, 존 E. 헐 소장은 일본 본토 침공을 위한 전술 핵무기 사용을 검토했다. 일본에 두 발의 전략 원자폭탄이 투하된 후에도 (마셜은 일본이 즉시 항복할 것이라고 생각하지 않았다). 라일 E. 시먼 대령은 X-데이에 최소 7개의 팻 맨형 플루토늄 내파 폭탄이 사용 가능하며, 방어 병력에 투하될 수 있다고 보고했다. 시먼은 미군 병력이 폭탄에 맞은 지역에 "최소 48시간" 동안 진입하지 말라고 조언했다. 핵 낙진의 위험은 잘 이해되지 않았으며, 폭발 후 그렇게 짧은 시간은 미군 병력을 상당한 방사능에 노출시켰을 것이다.
케네스 니컬스, 맨해튼 기술 지구의 지구 엔지니어는 1945년 8월 초에 "일본 본토 침공 계획이 최종 단계에 도달했으며, 만약 상륙이 실제로 일어난다면, 우리는 병력을 지원하기 위해 약 15개의 원자폭탄을 공급할 수 있을 것"이라고 썼다. 최대 폭발 효과를 얻고 지상 잔류 방사능을 최소화하기 위해 (히로시마) 폭탄은 지상에서 1,800–2,000 ft (550–610 m)의 공중 폭발로 선택되었는데, 이는 미군이 곧 도시를 점령할 것으로 기대되었기 때문이었다.

### 대안 목표
합동 참모 계획자들은 일본이 규슈에 나머지 일본 전체를 희생하면서까지 집중하고 있다는 점에 주목하여, 시코쿠섬, 센다이 북부 혼슈 또는 오미나토와 같은 다른 침공 지역을 고려했다. 그들은 또한 예비 침공을 건너뛰고 도쿄로 직접 가는 것도 고려했다. 북부 혼슈를 공격하는 것은 방어가 훨씬 약하다는 장점이 있었지만, 오키나와에서 B-29를 제외한 육상 항공 지원을 포기해야 한다는 단점이 있었다.

### 올림픽 작전의 전망
맥아더는 자신의 계획을 변경할 필요성을 일축했다.
우리의 올림픽 작전에 대응하기 위해 축적되고 있다고 보고된 일본의 항공 잠재력은 크게 과장된 것이라고 확신합니다. … 지상군 이동에 대해서는… 규슈 남부에 보고된 엄청난 병력을 믿지 않습니다. … 제 생각에는 올림픽 작전을 변경할 생각은 전혀 없어야 합니다.

그러나 킹은 니미츠의 동의를 얻어 침공 진행에 반대할 준비가 되어 있었고, 이는 미군 정부 내에서 큰 논쟁을 불러일으켰을 것이다.
이 시점에서 핵심 상호 작용은 마셜과 트루먼 사이였을 것이다. 마셜이 8월 15일까지 침공에 전념했다는 강력한 증거가 있다. … 그러나 마셜의 침공에 대한 개인적인 헌신을 완화시켰을 것은, 더 이상 군대 전체의 합의를 얻지 못하는 값비싼 침공에 대해 민간인의 승인, 특히 트루먼의 승인이 있을 것 같지 않다는 그의 이해였을 것이다.

### 소련의 의도

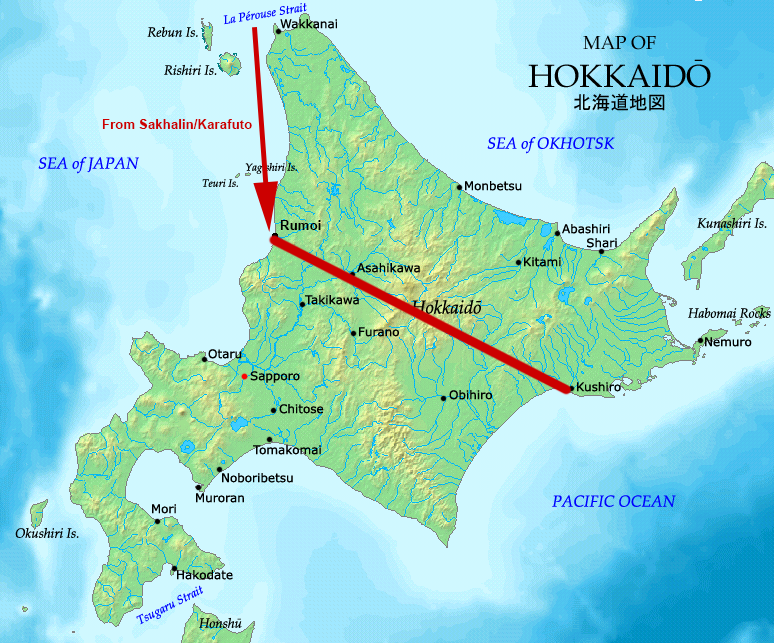
제안된 침공 계획에서 소련군은 외딴 항구인 루모이에 상륙하여 루모이-쿠시로 선 북쪽의 홋카이도를 점령할 예정이었다.

미국인들에게 알려지지 않은 사실은 소련도 1945년 8월 말까지 일본의 주요 섬인 홋카이도를 침공하는 것을 고려하고 있었다는 점이다. 이는 연합군이 11월보다 더 일찍 행동하도록 압력을 가했을 것이다.
제2차 세계 대전 초기 몇 년 동안 소련은 서방 세계를 따라잡기 위해 거대한 해군을 건설할 계획이었다. 그러나 1941년 6월 독일의 소련 침공으로 이 계획은 중단되었다. 소련은 전쟁 대부분 동안 자원 대부분을 독일과 그 동맹국들과의 전투에, 주로 육상전에 투입해야 했고, 해군은 상대적으로 장비가 부족한 상태로 남았다. 그 결과, 훌라 계획 (1945년)에서 미국은 일본과의 전쟁에 소련이 참전할 계획에 대비하여 180척의 해군 함선 중 약 100척을 소련에 양도했다. 양도된 함선에는 강습상륙함도 포함되었다.
얄타 회담 (1945년 2월)에서 연합군은 소련이 1904-1905년 러일 전쟁 동안 일본이 침략했고 전쟁 후 포츠머스 조약에서 러시아가 할양했던 사할린 섬의 남부와 1875년 상트페테르부르크 조약에서 일본에 할당되었던 쿠릴 열도를 차지하기로 합의했다. 반면에 일본 본토 침공에 소련이 참여하는 것은 어떤 합의에서도 예상되지 않았다.
일본은 올림픽 작전과 코로넷 작전에 반대했을 혼슈 남부와 규슈에 가미카제 항공기를 보유하고 있었다. 그들이 일본 최북단에 대한 소련의 상륙에 어느 정도까지 반대할 수 있었을지는 알려져 있지 않다. 비교를 위해, 오키나와 전투(1945년 4월-6월) 동안 약 1,300척의 서방 연합국 함선이 배치되었다. 총 368척의 함선, 포함 120척의 상륙정, 심하게 손상되었고, 15척의 상륙함과 12척의 구축함을 포함하여 28척이 침몰했는데, 대부분 가미카제에 의한 것이었다. 그러나 소련은 1945년 8월 8일 일본에 선전포고했을 때 400척 미만의 함선을 보유하고 있었으며, 대부분이 상륙 공격을 위한 장비를 갖추고 있지 않았다.
몰락 작전을 위해 미군은 일본 본토에 대한 성공적인 침공을 위해 30개 이상의 사단이 필요할 것으로 예상했다. 이에 비해 소련은 약 11개 사단을 보유하고 있었는데, 이는 미국이 규슈 남부를 침공하는 데 필요하다고 추정한 14개 사단과 비슷한 수치였다. 쿠릴 열도 침공(1945년 8월 18일 – 9월 1일)은 일본이 8월 15일 항복한 후에 일어났다. 그러나 이 섬들의 일본군은 8월 15일 일본의 항복 이후에도 일부는 싸우려 하지 않았음에도 불구하고 상당히 맹렬하게 저항했다. 슘슈 전투(1945년 8월 18일–23일)에서 소련 붉은 군대는 전차 지원 없이, 그리고 대형 군함의 지원 없이 8,821명의 병력을 보유했다. 잘 구축된 일본군 수비대는 8,500명의 병력을 보유하고 있었고 약 77대의 전차를 배치했다. 전투는 하루 동안 지속되었고, 공식적인 일본 및 수비대 항복 후 4일 동안 소규모 전투가 이어졌는데, 이 동안 공격하는 소련군은 516명 이상의 병력과 16척의 상륙함 중 5척을 일본 해안포에 잃었고 (이들 중 다수는 이전에 미 해군 소속이었으며 나중에 소련에 주어졌음), 일본군은 256명 이상의 병력을 잃었다. 소련의 주장에 따르면, 슘슈 전투 중 소련군 사상자는 총 1,567명에 달했고, 일본군은 1,018명의 사상자를 냈다.
제2차 세계 대전 동안 일본은 쿠릴 열도의 파라무시로에 해군기지를, 홋카이도에 여러 기지를 가지고 있었다. 일본과 소련이 1945년 8월 소련의 대일 선전포고 전까지 조심스러운 중립 상태를 유지했기 때문에, 만주, 한국, 사할린, 쿠릴 열도에 있는 일본령에 주둔한 일본 관측자들은 블라디보스토크 항구와 소련의 다른 항구들을 끊임없이 감시했다.
토머스 B. 앨런과 노먼 폴머에 따르면, 소련은 극동 침공에 대한 상세한 계획을 신중하게 세웠지만, 홋카이도 상륙은 스탈린의 마음속에 "세부적으로만 존재했다"며, "스탈린이 만주를 점령하고 홋카이도까지 점령하는 데 관심이 있었을 가능성은 낮다. 아시아에서 가능한 한 많은 영토를 차지하고 싶었더라도, 그는 아시아보다 유럽에 교두보를 마련하는 데 더 집중했다."

## 예상 사상자
태평양 전역의 전투 특성과 일본군 특성상 일본 본토에 대한 직접 침공은 매우 어렵고 비용이 많이 들 것으로 예상되었다. 연합군은 이용 가능한 모든 일본군 병력뿐만 아니라 "광적으로 적대적인 인구"의 저항에도 대처해야 했을 것이다. 범위와 맥락에 따라 미국군 사상자 추정치는 22만 명에서 수백만 명에 이르렀고, 일본군 및 민간인 사상자 추정치는 수백만 명에서 수천만 명에 달했다. 사상자 추정치에는 전술 핵무기 사용으로 인한 잠재적 방사능 피폭 손실이나 일본군에 의해 처형되었을 연합군 포로 손실은 포함되지 않았다.
마리아나 작전 이후, 미국 합동참모본부 (JCS)는 "대만 이후 일본에 대한 작전" (JCS 924)이라는 계획 문서를 경험을 반영하여 수정했다. 사이판에서 일본 제31군의 강력한 저항을 고려하여, 그들은 만약 미군이 동원 가능한 350만 명의 일본군을 모두 격퇴해야 한다면 "50만 명의 미군 병력과 그 몇 배의 부상자가 발생할 수 있다"고 결론 내렸다. 높은 수치에도 불구하고, 1945년 봄에는 예상 침공에 대한 50만 명의 전투 사상자 수치가 브리핑에서 널리 사용되었으며, 실제 계획 목적을 위해서는 100만 명에 가까운 총계가 사용되었다. 미군 계획자들은 몇몇 중요한 전략 지역을 점령함으로써 일본 본토 전체를 소탕하거나 아시아 본토에서 일본군을 격퇴할 필요 없이 일본에 대한 "효과적인 군사 통제"를 확립하여 과도한 손실을 피할 수 있기를 바랐다.
미국 육군만을 다루는 1945년 1월 15일 육군 서비스 부대(ASF) 계획 문서인 "독일 패배 후 미국 육군 재배치"는 일본과의 전쟁 최종 단계를 수행하기 위해 1945년 6월부터 1946년 12월까지 매달 평균 43,000명의 "사망 및 후송된 부상자"에 대한 교체가 필요할 것으로 예상했다. 이 범주의 예상 손실은 해군과 해병대를 제외하고 1946년 말까지 약 723,000명, 1947년 초까지 863,000명에 달했다.
| 분기         | 태평양 해역 | 태평양 해역 | 남서 태평양 | 남서 태평양 | 북 태평양 | 북 태평양   | 중국-버마-인도 | 중국-버마-인도 |
| 분기         | 사망자      | 후송 부상자 | 사망자      | 후송 부상자 | 사망자    | 후송 부상자 | 사망자         | 후송 부상자    |
| ------------ | ----------- | ----------- | ----------- | ----------- | --------- | ----------- | -------------- | -------------- |
| 1945년 3분기 | 10,000      | 23,000      | 13,000      | 29,000      | 1,000     | 1,500       | 2,000          | 6,000          |
| 1945년 4분기 | 16,000      | 35,000      | 12,000      | 28,500      | 1,000     | 1,000       | 2,000          | 6,000          |
| 1946년 1분기 | 24,000      | 50,500      | 11,000      | 24,000      | 1,000     | 1,000       | 2,000          | 7,000          |
| 1946년 2분기 | 28,000      | 61,000      | 11,000      | 23,500      | 1,000     | 1,000       | 2,000          | 7,000          |
| 1946년 3분기 | 30,000      | 64,000      | 11,000      | 25,000      | 1,000     | 1,000       | 2,000          | 7,000          |
| 1946년 4분기 | 30,000      | 65,500      | 10,000      | 23,500      | 1,000     | 1,000       | 2,000          | 7,000          |
| 1947년       | 30,000      | 64,500      | 10,000      | 24,500      | 1,000     | 1,000       | 2,000          | 7,000          |
| 총계         | 168,000     | 363,500     | 78,000      | 178,000     | 7,000     | 7,500       | 14,000         | 47,000         |

| 몰락 작전 및 동시 작전 총계                     | 몰락 작전 및 동시 작전 총계 |
| ----------------------------------------------- | --------------------------- |
| 사망 및 실종                                    | 223,000                     |
| 후송 부상자                                     | 489,500                     |
| 총계                                            | 712,500                     |
| 일본 격퇴를 위한 총계 (1945년 7월 – 1947년 2월) |                             |
| 사망 및 실종                                    | 267,000                     |
| 후송 부상자                                     | 596,000                     |
| 총계                                            | 863,000                     |

이틀 뒤인 1월 17일, 루스벨트 대통령, 마셜 장군, 킹 제독이 하원 군사위원회 위원장 앤드류 J. 메이에게 보낸 서한이 뉴욕 타임스에 공개되었고, 대중에게 "육군은 6월 30일까지 해외 전구에 60만 명의 교체 인력을 제공해야 하며, 해군과 함께 6월 30일까지 총 90만 명의 징집이 필요하다"고 알렸다. 해군 목표인 30만 명 중 상당수는 전투 사상자 교체보다는 "급속히 확장되는 함대 인력 확보"를 위해 필요했다.
군 관계자로부터 입수한 민감한 정보를 바탕으로, 해리 S. 트루먼 신임 대통령의 절친한 친구였던 허버트 후버 전 대통령은 1945년 5월 15일 헨리 스팀슨 전쟁장관에게 메모를 제출했다. 후버의 메모는 일본을 물리치는 데 50만에서 100만 명의 미국인 인명 손실이 발생할 수 있음을 시사했다. 같은 주, 니미츠 제독의 본부에 있던 로스앤젤레스 타임스 전쟁 특파원 카일 팔머는 "이 전쟁을 끝내려면 미국 젊은이들의 목숨 50만에서 75만 명, 어쩌면 100만 명의 목숨이 들 것"이라고 경고했다. 이 수치는 아직 기밀로 분류된 일본군 전력에 대한 수정된 추정치와 관련하여 제시되었는데, 이는 일본 육군이 JCS 924에서 평가한 350만 명보다 500만에서 600만 명의 병사를 동원할 잠재력이 있음을 나타냈다.
5월 28일, 후버와 트루먼은 백악관에서 만나 몇 시간 동안 대화했다. 트루먼의 요청에 따라 후버는 논의된 문제에 대해 4개의 메모(1. 유럽 식량 기구, 2. 국내 식량 기구, 3. 전시 경제 위원회 설립, 4. 일본 상황 - 후버는 이 메모에서 50만에서 100만 명의 미국인 사망자 수치를 두 번 반복했다)를 작성했다. 트루먼은 특히 메모 4에 "사로잡혔고" 스팀슨, 조지프 그루 국무부 차관, 프레드 빈슨 동원 재건 사무국장, 코델 헐 전 국무장관에게 이에 대한 서면 판단을 요청했다. 트루먼은 특히 그루와 스팀슨의 의견을 듣고 싶어했으며 직접 만나기를 요청했다.
헐이나 그루는 후버의 추정치에 반대하지 않았지만, 스팀슨은 그의 "메모 4" 사본을 마셜의 부참모장인 토머스 T. 핸디 장군에게 전달했다. JCS 924의 "최악의 시나리오"와 마찬가지로, 핸디는 "현재 우리의 작전 계획 하에서" (강조 원문), "50만 명의 인명 손실 추정치는 [...] 전적으로 너무 높다"고 썼다. 마셜과 작전 사단(OPD)의 조지 A. 링컨 장군 모두 핸디의 발언에 동의했다. 그럼에도 불구하고, 침공은 "많은 인명"을 대가로 할 것이라고 강조되었다.
닥쳐올 학살의 전망에 경악한 트루먼은 1945년 6월 18일 JCS, 스팀슨, 제임스 포레스탈 해군장관이 참석하는 회의를 명령했다. 핵심 쟁점은 몰락 작전을 강행할지, 아니면 해군의 오랜 봉쇄 및 폭격 제안을 선택할지 여부였다. 회의를 지원하기 위해 합동 전쟁 계획 위원회(JWPC)는 레이테 전투의 경험을 바탕으로 일본 침공 시 예상되는 사상자를 보여주는 표를 급히 작성했다. 이 추정치는 이전에 작성된 것보다 훨씬 낮았으며, 이후 문서 버전에서 삭제되었고 대통령에게 보여지지 않았다. 회의는 모든 참가자가 침공이 "유혈 사태가 될 것이지만 승리를 위해 필수적"이라는 데 동의하며 끝났다. 트루먼은 "일본 전역에서 오키나와 전투가 벌어지는 것"을 피할 수 있기를 희망했다.
여름 내내, 일본 본토의 일본 육군 전력에 대한 정보가 점점 더 불리해지고 이오지마와 오키나와 전투의 새로운 데이터가 추가되면서 사상자 예측은 계속해서 상향 조정되었다. 8월 첫째 주, 미국, 영국, 호주 출신의 약 50명의 기자들은 마닐라에 있는 맥아더 장군 본부에서 "비공식" 브리핑을 받았는데, 이 자리에서 일본에 대한 최종 작전으로 최대 100만 명의 미국인 사상자가 발생할 수 있다고 통보받았다. 마셜이 리히에게 보낸 내부 메모는 1946년 6월 30일까지 약 275,000명의 육군 병사가 미국 내 병원에 입원해야 할 정도로 심각한 상태에 있을 것임을 시사했다. 여기에는 사망 및 실종자; 다른 병과 손실, 이전에 퇴원하여 부대로 복귀했거나 전역한 환자, 하와이, 필리핀, 호주, 규슈 및 기타 지역의 전방 병원 환자는 제외되었다. 이러한 전방 병원에서 확보될 병상 수는 총 약 150,000개로 계획되었으며, 일반적인 규칙은 가용 병상이 예상 사상자(사망자 제외)보다 20% 초과해야 한다는 것이었다. 전쟁이 끝날 무렵 거의 50만 개의 퍼플 하트 훈장이 준비되어 있었고, 침공에 대비하여 더 많이 생산되고 있었는데 2003년에는 여전히 이 비축량 중 약 12만 개가 남아 있었다.
"Military Review: June 1946" 제3호에 기고한 맥아더의 정보 참모 찰스 A. 윌로비 소장은 "일본 사단 2개에서 2개 반을 파괴하면 지상에서 총 4만 명의 미군 전투 사상자가 발생한다"고 결론 내렸다. 이 "불길한 비율"을 사용하여 그는 일본 본토의 4개 주요 지역에서 미군이 70만 명 이상의 사상자를 예상할 수 있었을 것이라고 주장했다. 이 추정치에는 "파괴적인 가미카제 공격", 해군 지상군 인력 및 민병대와의 전투, 그리고 일본군이 전투 지역으로 들여올 수 있었을 증원군으로 인한 손실은 제외되었다. 윌로비는 이 비율을 "우리가 실제로 전투에 돌입했을 때 발생했을 손실을 예측하는 데 완전히 신뢰할 수 있는 척도"로 간주했다.
| 위치      | 일본 사단 수 | 미국인 사상자 |
| --------- | ------------ | ------------- |
| 규슈      | 13–14        | 200,000       |
| 시코쿠    | 4–5          | 80,000        |
| 간토 평야 | 22           | 400,000       |
| 센다이    | 2            | 30,000        |

| 출처              | 침몰 함선 수             | 손상 함선 수             | 사망 및 실종          | 부상자                | 비고                            |
| ----------------- | ------------------------ | ------------------------ | --------------------- | --------------------- | ------------------------------- |
| USSBS             | 90                       | 900                      | N/A                   | N/A                   | 가미카제 출격 5,000회 가정      |
| "전후 추정"       | 90                       | 900                      | 21,000                | N/A                   |                                 |
| R. P. 핼리온 박사 | 900척 "침몰 또는 손상"   | 900척 "침몰 또는 손상"   | 22,000명 사망 및 부상 | 22,000명 사망 및 부상 | 가미카제 항공기 6,400대 가정    |
| R. P. 핼리온 박사 | 2,300척 "침몰 또는 손상" | 2,300척 "침몰 또는 손상" | 57,000명 사망 및 부상 | 57,000명 사망 및 부상 | 가미카제 항공기 16,400대 가정   |
| D.M. 지앙그레코   | 95                       | N/A                      | 29,000                | N/A                   | 지상 공격으로 6척 침몰          |
| 일본 계획자       | N/A                      | N/A                      | 50,000명 사망 및 부상 | 50,000명 사망 및 부상 | 가미카제 공격만                 |
| 일본 계획자       | 150–200                  | N/A                      | N/A                   | N/A                   | "보수적" 추정                   |
| 일본 계획자       | 675                      | N/A                      | N/A                   | N/A                   | 가미카제 500척, 지상 공격 125척 |

## 포로 처형
전투 사상자 외에도 수십만 명의 전쟁 포로와 민간인 억류자도 일본군에게 처형될 예정이었다. 1944년 여름부터 일본 지도자는 수용소 소장에게 연합군이 수용소에 접근할 때 모든 포로를 "청산"하라는 일련의 지시를 내렸다. 목표는 포로가 폭동을 일으키거나 전투 병력으로 활용되는 것을 막는 것이었고, 수용소 소장은 "청산"이 어떻게 이루어질지에 대한 유연성을 부여받았다. 주요 강조점은 "모든 포로를 전멸시키고 한 명도 탈출시키지 않으며", 그들의 존재나 수용소의 존재에 대해 "어떤 흔적도" 남기지 않아야 한다는 것이었다. 전쟁이 끝날 무렵 많은 포로들은 죽음에 대비하여 스스로 무덤을 파고 있었다.
역사적으로 이러한 명령은 팔라완 섬에서 남성들이 막사에서 산 채로 불태워지거나 총살당하거나 칼에 찔리는 등 여러 차례 포로 학살로 이어졌다. 팔라완 학살은 미군이 "위대한 습격"과 같이 다른 포로를 처형으로부터 구출하기 위한 대담한 구출 임무를 조직하게 만들었다. 1945년 8월 20일, 일본 정부는 비밀리에 명령을 배포하여 경비병 및 기타 가해자가 범죄에 대한 처벌을 피하기 위해 도망갈 수 있도록 공식적으로 허가했다.
| 전쟁 포로 | 민간인 억류자 | 총계    |
| --------- | ------------- | ------- |
| 170,000   | 115,000       | 285,000 |

## 일본군 사상자
태평양 전쟁 내내 일본 제국 육군은 거의 최후의 한 명까지 싸우는 것으로 유명해졌다. 1945년 여름 초까지 어떤 일본군 부대도 아무리 절망적인 상황에서도 조직적으로 항복한 사례는 없었다. 일본군은 특히 기아와 질병으로 고통받았다. 역사학자 후지와라 아키라에 따르면 1937년에서 1945년 사이에 발생한 230만 명의 군인 사망자 중 140만 명(61%)이 이러한 원인으로 인한 것이었다. 추가로 358,000명(15.5%)은 일본 선박에 대한 미국의 공중 및 잠수함 작전의 결과로 익사했다. 필리핀 재정복 중 일본군 사망자의 80% 가량이 기아와 질병으로 인한 것이었으며, 뉴기니에서는 그 비율이 97%에 달했다고 추정했다. 기아가 큰 요인이 아니었던 전투에서도 일본군 손실은 더 높게 왜곡되었는데, 이는 섬 수비대가 보급이나 후송 수단이 없었기 때문이었다. 이오지마 생존자인 전 견습 사관 엔도 기요시는 나중에 이렇게 회상했다. "일본군 측의 사망자 수가 훨씬 많았는데, 미국인은 부상자들을 구조하고 치료했기 때문입니다. 부상당한 일본 병사는 구조되었다면 살아남을 수 있었겠지만, 그것이 불가능했기 때문에 모두 죽었습니다."
이전 작전과 대조적으로 킹 제독은 일본 본토의 일본 육군이 해외 병력과는 다른 몇 가지 이점을 가질 것이라고 지적했다. 일본 육군은 "기동할 공간이 더 많았고, 연합군이 작고 고립된 섬에 집중할 수 있었던 압도적인 항공 및 해군력에 그렇게 취약하지 않을 것"이었다. 또한 보급 및 증원 기지와 가깝고, 우호적인 시민의 지원을 받을 것이었다. 이러한 이유로 킹 제독은 이전 전투의 사상률을 일본 전투의 진행 상황을 예측하는 데 사용하는 것에 대해 신중했다.
결호 작전 계획에 따라, 해안 방어에 할당된 모든 사단은 "완전 전멸까지도" 버티고 싸우라는 명령을 받았고, 예비군의 강력한 반격은 해안선 근처에서 결정적인 전투를 강요하는 것을 목표로 했다. 만약 그것이 실패했다면, 살아남은 기동 부대는 규슈의 아소산 주변과 혼슈의 나가노현에 있는 요새로 후퇴하여 장기적인 저항을 할 예정이었다. 그들이 선택한 전술을 고려할 때, 미국 군사 역사가 리처드 B. 프랭크는 침공 지역의 일본군 병사와 해군 병사 중 "40~50% 미만이 전쟁 끝까지 살아남았을 것이라고 상상하기 어렵다"고 결론 내렸다.
민간인 사상자도 군사 행동의 직접적인 결과뿐만 아니라 다른 원인으로 인해 높을 것으로 예상되었다. 오키나와 전투 중에는 민간인 인구의 10%에서 25%가 사망했다. 윌리엄 B. 쇼클리 물리학자가 1945년 7월 21일 발표한 최악의 시나리오에서는 "최소" 5백만에서 천만 명의 일본인(군인 및 민간인)이 사망할 수 있으며, 이에 상응하는 미국인 사상자는 최대 4백만 명에 이를 수 있다고 예측했다. 이 문서인 "사상자 연구 범위 확대를 위한 제안"이 자세히 검토되기 전에 전쟁이 끝났다. 육군 병력 계획자는 규슈와 혼슈 침공 지역 내 일본 민간인의 약 3분의 1이 난민으로 도피하거나 사망하고, 나머지는 (부상자와 병자를 포함하여) 점령 당국이 돌볼 것으로 평가했다.
| 위치      | 초기 인구  | 난민 및 사망자 | 미군 전선 뒤에 남은 인구 |
| --------- | ---------- | -------------- | ------------------------ |
| 규슈 남부 | 3,300,000  | 1,100,000      | 2,200,000                |
| 간토 평야 | 14,500,000 | 5,100,000      | 9,400,000                |
| 총계      | 17,800,000 | 6,200,000      | 11,600,000               |

일본 지도자들은 결호 작전을 자신들이 성공하거나 국가로서 파괴될 종말론적 전투로 간주했다. 선전가들은 '제국의 1억 명 모두가 자신을 희생할 준비를 해야 한다'는 구호를 자주 반복했으며, 심지어 실패하더라도 "일본의 기억은 역사에 영원히 기록될 것"이라고 말했다.
내부적으로는 모든 인민이 전멸하지는 않겠지만 손실이 클 것이라고 믿어졌다. 8월 13일 우메즈 육군 참모총장, 도요다 해군 군령부총장, 도고 외무대신과의 회의에서 오니시 제독은 "만약 우리가 특공 노력으로 2천만 일본인의 목숨을 희생할 준비가 되어 있다면, 승리는 우리의 것이다!"라고 주장했다. 나중에 기도 고이치 후작도 도쿄 전범 재판 심문관에게 총 사상자 수를 언급하면서 2천만 명이라는 수치를 제시했다. 전쟁성 참모 장교이자 아나미 고레치카 육군대신과 처남 관계였던 다케시타 마사히코 중령은 다음과 같이 증언했다.
"우리는 끝까지 싸워서 모든 인민이 완전히 전멸될 것이라고 믿지 않았다. 비록 본토에서 결정적인 전투가 벌어져 제국군이 산악 지역에 고립된다 하더라도, 적군에게 사망하는 일본인의 수는 적을 것이다. 중일 전쟁에서 일본군이 끊임없이 승리했음에도 불구하고, 중국인 사망자는 비교적 적었다. 중국의 거의 모든 전략 거점은 점령되었지만, 중화민국 국민정부는 패배시킬 수 없었다. [그러나] 비록 일본 민족 전체가 거의 전멸한다 하더라도, 국가 체제를 보존하려는 그들의 결의는 역사에 영원히 기록될 것이다."
미국의 해상 봉쇄와 전략 폭격 작전의 결과로 일본의 식량 상황은 어려워졌다. 전쟁이 끝날 무렵 평균적인 일본인의 칼로리 섭취량은 1941년보다 10%에서 25% 줄어들었으며, 이 수치는 계속 감소하고 있었다. 1946년 1월, 미래의 총리 요시다 시게루는 일본에 긴급 식량 원조가 서둘러 이루어지지 않으면 1946년 말까지 최대 1천만 명이 아사할 수 있다고 경고했다. 맥아더 사령부 소속 농업 전문가의 추정치를 포함한 다른 추정치는 7백만에서 11백만에 이르렀다.

## 부록 1: 올림픽 작전 및 코로넷 작전 상륙 일정
| 올림픽 작전 상륙 일정 | 올림픽 작전 상륙 일정 | 올림픽 작전 상륙 일정   | 올림픽 작전 상륙 일정           | 올림픽 작전 상륙 일정 | 올림픽 작전 상륙 일정 | 올림픽 작전 상륙 일정 |
| 날짜                  | 미야자키 평야         | 아리아케만              | 가고시마                        | 사쓰마반도            | 총 예비군             | 외딴 섬               |
| --------------------- | --------------------- | ----------------------- | ------------------------------- | --------------------- | --------------------- | --------------------- |
| X-5일                 | –                     | –                       | –                               | –                     | –                     | 40사단, 158RCT        |
| X-일                  | 25사단, 33사단        | 43사단, 1기병사단       | 2해병사단, 3해병사단, 5해병사단 | –                     | –                     | –                     |
| X+1일                 | –                     | 위 사단 잔여 병력       | –                               |                       | –                     | –                     |
| X+2일                 | 41사단                | 아메리칼 사단, 112RCT   | –                               | –                     | –                     | –                     |
| X+3일                 | (총 예비군에서)       | (총 예비군에서)         | (총 예비군에서)                 | 98사단, 81사단        | 158RCT                | –                     |
| X+4일                 | –                     | 아메리칼 사단 잔여 병력 |                                 | –                     | –                     | –                     |
| X+22일                | (총 예비군에서)       | (총 예비군에서)         | (총 예비군에서)                 | (총 예비군에서)       | 11공수사단            | –                     |
| X+22일                | 13개 사단, 2개 RCT    | 13개 사단, 2개 RCT      | 13개 사단, 2개 RCT              | 13개 사단, 2개 RCT    | 13개 사단, 2개 RCT    | 1개 사단, 1개 RCT     |
| 최종                  | 815,548명             | 815,548명               | 815,548명                       | 815,548명             | 815,548명             | 815,548명             |

| 코로넷 작전 상륙 일정 | 코로넷 작전 상륙 일정                                          | 코로넷 작전 상륙 일정                                          | 코로넷 작전 상륙 일정                                          | 코로넷 작전 상륙 일정 | 코로넷 작전 상륙 일정                                 | 코로넷 작전 상륙 일정                                                               |
| 날짜                  | 사가미만                                                       | 보소반도                                                       | 총 예비군                                                      | 전략 예비군           | 전략 예비군                                           | 전략 예비군                                                                         |
| 날짜                  | 사가미만                                                       | 보소반도                                                       | 총 예비군                                                      | 필리핀                | 미국 본토                                             | 영연방 군단                                                                         |
| --------------------- | -------------------------------------------------------------- | -------------------------------------------------------------- | -------------------------------------------------------------- | --------------------- | ----------------------------------------------------- | ----------------------------------------------------------------------------------- |
| Y-일                  | 24, 31, 37, 6, 32, 38보병사단, 13, 20기갑사단                  | 7, 27, 96보병사단, 1, 4, 6해병사단                             | 97보병사단 (서부군과 함께)                                     | –                     | –                                                     | –                                                                                   |
| Y+30일                | 4, 87, 8보병사단                                               | 86, 44, 5보병사단                                              | –                                                              | –                     | –                                                     | –                                                                                   |
| Y+35일                | (총 예비군에서)                                                | (총 예비군에서)                                                | 2, 28, 35보병사단, 11공수사단                                  | –                     | –                                                     | –                                                                                   |
| Y+60일                | (후방 제대)                                                    | (후방 제대)                                                    | (후방 제대)                                                    | –                     | –                                                     | –                                                                                   |
| Y+60일 이후           | (전략 예비군에서)                                              | (전략 예비군에서)                                              | (전략 예비군에서)                                              | 95, 104, 91보병사단   | 10산악사단, 5개 미지정 기갑사단, 11개 미지정 보병사단 | 영국 제3사단, 캐나다 제6사단, 호주 제10사단, 뉴질랜드 제2사단, 1개 미지정 호주 사단 |
| Y+60일 이후           | 25개 사단                                                      | 25개 사단                                                      | 25개 사단                                                      | 25개 사단             | 25개 사단                                             | 25개 사단                                                                           |
| Y+60일 이후           | 1,171,646명 (11공수사단(8,556명) 및 규슈에서 온 81,002명 포함) | 1,171,646명 (11공수사단(8,556명) 및 규슈에서 온 81,002명 포함) | 1,171,646명 (11공수사단(8,556명) 및 규슈에서 온 81,002명 포함) | 120,000명             | 735,000명                                             | 200,000명                                                                           |

## 부록 2: 대치 지상군 집중 계획
| 날짜           | 미국                    | 일본               |
| -------------- | ----------------------- | ------------------ |
| X에서 X+7일    | 12개 사단, 2개 RCT      | 6개 사단           |
| X+7에서 X+14일 | 13개 사단, 2개 RCT      | 12개 사단          |
| 최종           | 13개 사단, 2개 RCT      | 17개 사단          |
| 병력           | 815,548명 (40사단 포함) | 990,000명 (육군만) |

참고: 최종 병력 815,548명은 이전 문서에서 파생되었으며, 혼슈로 이전될 약 90,000명(11공수사단 및 기타 81,000명)을 포함한다.
| 날짜   | 연합군      | 일본군               |
| ------ | ----------- | -------------------- |
| Y-일   | 15개 사단   | 20개 사단            |
| Y+30일 | 25개 사단   | 28–33개 사단         |
| 최종   | 50개 사단   | 28–33개 사단         |
| 병력   | 2,220,000명 | 1,280,000명 (육군만) |

| 위치                                    | 대대 수 | 병력   |
| --------------------------------------- | ------- | ------ |
| 미우라반도 (코로넷 작전 지역)           | 12      | 20,000 |
| 사세보 해군기지 지역 (올림픽 작전 지역) | 10      | 16,000 |
| 구레 해군기지 지역 (히로시마)           | 6       | 10,000 |
| 시코쿠 남서부                           | 6       | 10,000 |
| 마이즈루 해군기지 지역                  | 6       | 10,000 |
| 시모키타반도 (북혼슈)                   | 6       | 9,000  |
| 진해 경비부 (한국)                      | 3       | 3,000  |
| 총계                                    | 49      | 78,000 |

1945년 8월 일본 해군은 본토에 100만명 이상의 병력을 보유했지만, 실제로 지상 전투 부대로 조직된 인원은 10만명 미만이었다. 지상군은 위와 같이 배치되었으며, 전투 작전 중에는 육군 전술 지휘를 받도록 되어 있었다.

## 같이 보기
- 1945 – 몰락 작전을 묘사한 로버트 콘로이의 대체 역사 소설
- 불타는 산 – 맨해튼 계획의 실패 이후 작전을 묘사한 앨프레드 코펠의 대체 역사 소설
- 코즈웨이 작전 – 일본이 점령한 타이완, 진먼 제도, 중국 본토의 샤먼만을 미국이 침공할 예정이었던 작전.
- 바다사자 작전 – 독일이 영국을 침공할 예정이었던 작전
- 언싱커블 작전 – 소련에 대한 전쟁을 계획했던 동시대 영국의 계획
- 소련-일본 전쟁
- 오키나와 전투

## 참고 문헌
- Allen, Thomas B.; Polmar, Norman (1995). 《Code-Name Downfall: The Secret Plan to Invade Japan-And Why Truman Dropped the Bomb》. New York: Simon & Schuster. ISBN 978-0684804064.
- Bauer, Jack; Coox, Alvin D. (August 1965). 《Olympic vs Ketsu-Go》. 《Marine Corps Gazette》 49.
- Coffey, Thomas M. (1988). 《Iron Eagle: The Turbulent Life of General Curtis LeMay》. New York: Avon Books. ISBN 978-0-380-70480-4.
- Day, David (1992). 《Reluctant Nation: Australia and the Allied Defeat of Japan, 1942–1945》. New York: Oxford University Press. ISBN 978-0-19-553242-5.
- Dower, John W. (1986). 《War Without Mercy: Race & Power In the Pacific War》 1993판. W. W. 노턴 & Co. ISBN 0-394-75172-8.
- Drea, Edward J. (1998). 〈Japanese Preparations for the Defense of the Homeland & Intelligence Forecasting for the Invasion of Japan〉. 《In the Service of the Emperor: Essays on the Imperial Japanese Army》. Nebraska: University of Nebraska Press. ISBN 978-0-8032-1708-9.
- Feifer, George (2001). 《The Battle of Okinawa: The Blood and the Bomb》. Guilford, CT: The Lyons Press. ISBN 978-1-58574-215-8.
- Frank, Richard B. (1999). 《Downfall: The End of the Imperial Japanese Empire》. New York: Random House. ISBN 978-0-679-41424-7.
- Giangreco, Dennis M. (2009). 《Hell to Pay: Operation Downfall and the Invasion of Japan, 1945–1947》. Annapolis, MD: Naval Institute Press. ISBN 978-1-59114-316-1.
- ———; Moore, Kathryn (2003년 12월 1일). “Are New Purple Hearts Being Manufactured to Meet the Demand?”. History News Network. 2006년 12월 4일에 확인함.
- Glantz, David (Spring 1995). 《The Soviet Invasion of Japan》. 《Quarterly Journal of Military History》 7.
- Horner, David (1982). 《High Command》. Sydney: Allen & Unwin. ISBN 978-0-86861-076-4.
- MacEachin, Douglas J. (December 1998). “The Final Months of the War With Japan: Signals Intelligence, U.S. Invasion Planning, and the A-Bomb Decision”. CIA Center for the Study of Intelligence. 2007년 6월 12일에 원본 문서에서 보존된 문서. 2007년 10월 4일에 확인함.
- Murray, Williamson; Millet, Alan (2000). 《A War To Be Won》. Belknap Press. ISBN 0674006801.
- Nichols, Kenneth (1987). 《The Road to Trinity: A Personal Account of How America's Nuclear Policies Were Made》. New York: Morrow. ISBN 978-0-688-06910-0.
- Perret, Geoffrey (1991). 《There's A War to be Won》. New York: Random House. ISBN 9780394578316.
- Silkett, Wayne A (1994). 《Downfall: The Invasion that Never Was》 (PDF). 2010년 6월 8일에 원본 문서 (PDF)에서 보존된 문서. 2012년 9월 5일에 확인함.
- Skates, John Ray (1994). 《The Invasion of Japan: Alternative to the Bomb》. Columbia, SC: University of South Carolina Press. ISBN 978-0-87249-972-0.
- Spector, Ronald H. (1985). 《Eagle Against the Sun: The American War with Japan》. Random House. ISBN 978-0-394-74101-7.
- Sutherland, Richard K.;  외. (1945년 5월 28일). “"Downfall": Strategic Plan for Operations in the Japanese Archipelago” (PDF). 2021년 9월 23일에 원본 문서 (PDF)에서 보존된 문서. 2021년 9월 11일에 확인함 – ABCM Education 경유.
- Thomas, Evan (March 2007). 《The Last Kamikaze》. 《World War II Magazine》. 28쪽.
- Tillman, Barrett (2007). 《LeMay》. New York: Palgrave Macmillan. 224쪽. ISBN 978-1-4039-7135-7.
- 〈XIII ‘Downfall’〉. 《Reports of General MacArthur: the Campaigns of MacArthur in the Pacific》 1. Facsimile. 1994. LCCN 66-60005. 2019년 8월 17일에 원본 문서에서 보존된 문서. 2023년 1월 26일에 확인함.